# Krzeszyce (gmina)
Krzeszyce – gmina wiejska w województwie lubuskim, w powiecie sulęcińskim. W latach 1975–1998 gmina położona była w województwie gorzowskim.
Siedziba gminy to Krzeszyce.
Według danych z 30 czerwca 2004 gminę zamieszkiwało 4501 osób.

## Struktura powierzchni
Według danych z roku 2002 gmina Krzeszyce ma obszar 194,22 km², w tym:
- użytki rolne: 42%
- użytki leśne: 50%

Gmina stanowi 16,5% powierzchni powiatu.

## Demografia

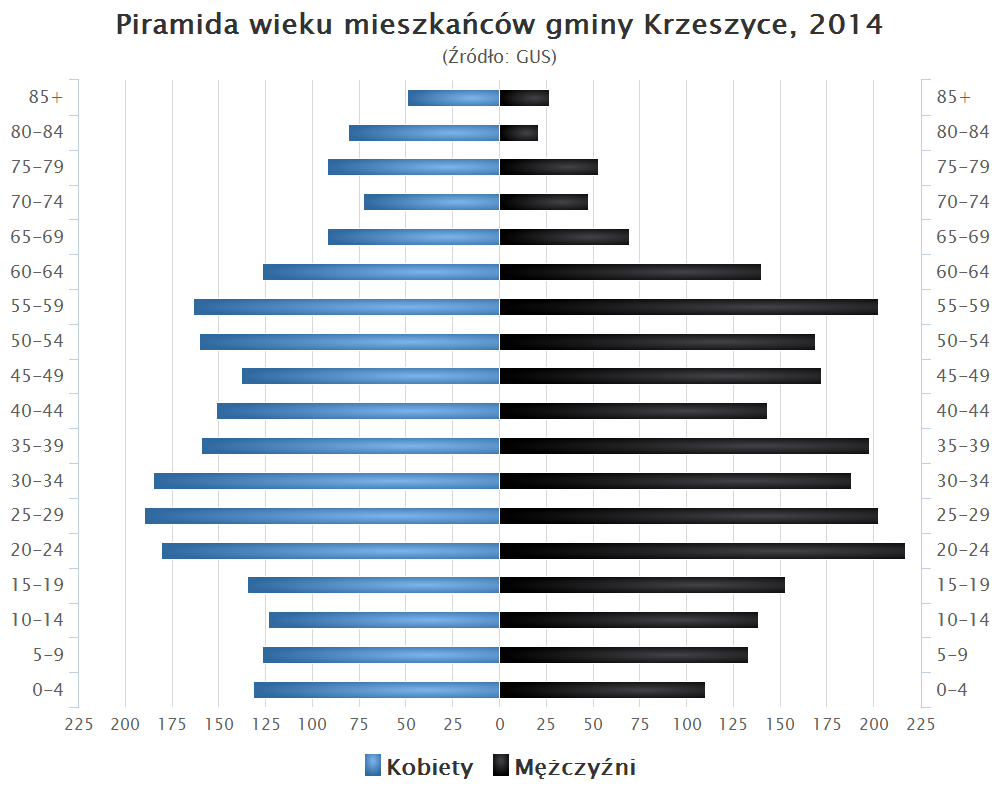
Piramida wieku mieszkańców gminy Krzeszyce w 2014 roku

Dane z 30 czerwca 2004:
| Opis                              | Ogółem | Ogółem | Kobiety | Kobiety | Mężczyźni | Mężczyźni |
| --------------------------------- | ------ | ------ | ------- | ------- | --------- | --------- |
| jednostka                         | osób   | %      | osób    | %       | osób      | %         |
| populacja                         | 4501   | 100    | 2169    | 48,2    | 2332      | 51,8      |
| gęstość zaludnienia (mieszk./km²) | 23,2   | 23,2   | 11,2    | 11,2    | 12        | 12        |

## Miejscowości
Altona, Brzozowa, Brzozówka, Czartów, Dębokierz, Dzierzążna, Jeziorki, Karkoszów, Kołczyn, Krasnołęg, Krępiny, Krzemów, Krzeszyce, Krzeszyce (osada), Łąków, Łukomin, Malta, Marianki, Maszków, Muszkowo, Piskorzno, Przemysław, Rudna, Rudnica, Studzionka, Świętojańsko, Zaszczytowo.

## Sąsiednie gminy
Bogdaniec, Deszczno, Lubniewice, Ośno Lubuskie, Słońsk, Sulęcin, Witnica

## Miasta partnerskie
- Altlandsberg